# 閉微分形式
微分位相幾何学における微分形式が閉 (closed) である、または閉微分形式（へいびぶんけいしき、英: closed differential form、短く閉形式 (closed form) とは、その外微分が零となるときに言う。
シュヴァルツの定理により、C1-級函数係数の任意の完全微分形式は閉微分形式である。ポワンカレの補題はこの部分的な逆を保証する。

## 一次微分形式の場合
n-次元の 1-形式 {\textstyle \omega (u)=a_{1}(u){\mathit {dx}}_{1}+\dotsb +a_{n}(u){\mathit {dx}}_{n}} が閉であるとは、{\displaystyle {\frac {\partial a_{i}}{\partial x_{j}}}-{\frac {\partial a_{j}}{\partial x_{i}}}=0\quad (\forall i<j\leq n)} が成り立つことである。これは全部で n(n – 1)/2 この条件を満足することを言っている。
- 一次元の場合、可微分 1-形式 ω ≔ A(x)dx は常に閉である。
- 二次元の場合、1-形式 ω ≔ A(x, y)dx + B(x, y)dy が閉となるのは、{\displaystyle {\Bigl (}{\frac {\partial A}{\partial y}}{\Big )}_{x}={\Bigl (}{\frac {\partial B}{\partial x}}{\Big )}_{y}} を満たすときである。
- 三次元の場合、1-形式 ω ≔ A(x, y, z)dx + B(x, y, z)dy + C(x, y, z)dz が閉となるのは、{\displaystyle {\Bigl (}{\frac {\partial A}{\partial y}}{\Big )}_{x,z}={\Bigl (}{\frac {\partial B}{\partial x}}{\Big )}_{y,z};\qquad {\Bigl (}{\frac {\partial A}{\partial z}}{\Big )}_{x,y}={\Bigl (}{\frac {\partial C}{\partial x}}{\Big )}_{y,z};\qquad {\Bigl (}{\frac {\partial B}{\partial z}}{\Big )}_{x,y}={\Bigl (}{\frac {\partial C}{\partial y}}{\Big )}_{x,z}} となるときである。これは Ω ≔ t(A, B, C) に対して rot Ω = 0 となることに対応する。